# عشق اول (فیلم ۲۰۱۹)
عشق اول (انگلیسی: First Love) فیلمی ژاپنی-بریتانیایی در ژانر درام به کارگردانی تاکاشی میکه است که در سال ۲۰۱۹ منتشر شد. از بازیگران آن می‌توان به ماساتاکا کوبوتا و نائو اوموری اشاره کرد. این فیل در بخش دو هفته کارگردانان جشنواره کن ۲۰۱۹ نمایش داده شد.

## داستان
یک بوکسور جوان بنام لئو در کودکی رها شده و خانواده‌ای ندارد. او به عنوان شغل روزانه خود در یک رستوران چینی در کابوکیچو، توکیو کار می‌کند. پس از از دست دادن مسابقه، یک پزشک به او می‌گوید که تومور مغزی دارد...